# Wormland (Unternehmen)
Die Theo Wormland GmbH (Eigenschreibweise: WORMLAND) ist ein Textil-Einzelhändler für Herrenbekleidung mit Sitz in Hannover.

## Geschichte

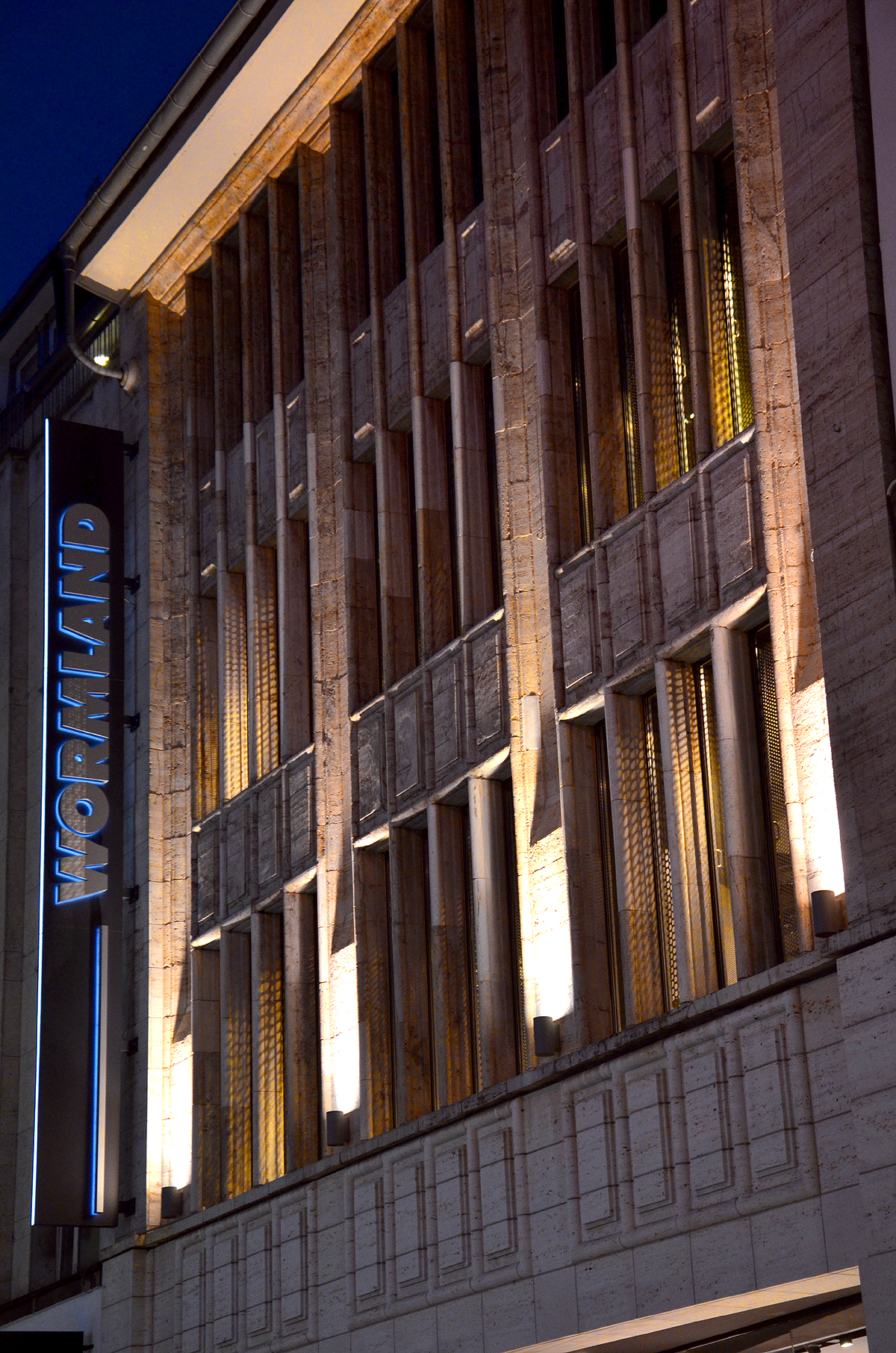
Illumnierte Fassade des Geschäftsgebäudes von Wormland in Hannover

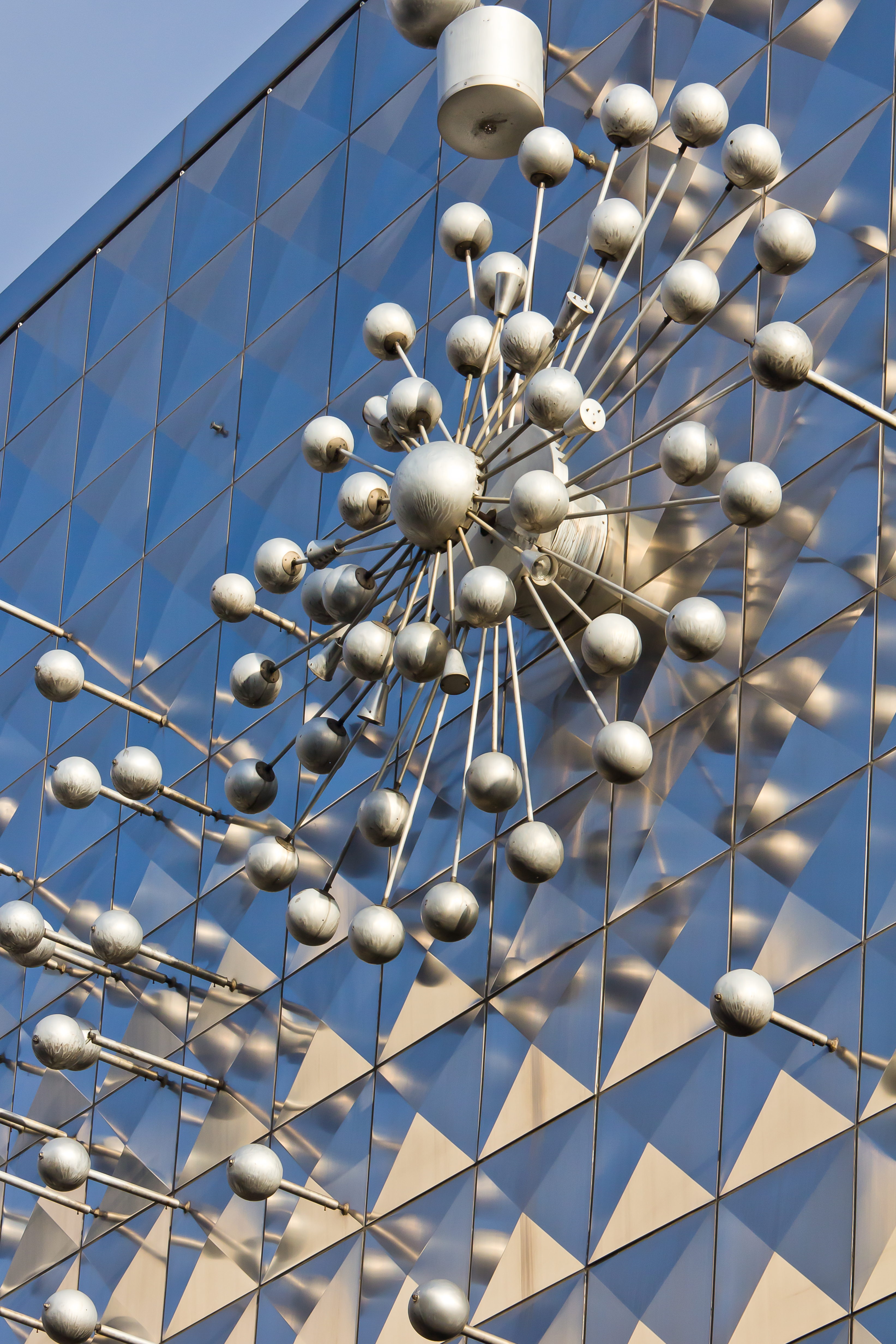
Geschäftshaus von Wormland in Köln mit Plastik Licht und Bewegung von Otto Piene

Das auf Männermode spezialisierte Unternehmen wurde 1935 vom Textilkaufmann Theo Wormland in Hannover gegründet. Die Firma hatte ihren Sitz zunächst in der dortigen Theaterstraße und wurde 1939 in die Karmarschstraße nahe dem Kröpcke verlegt. Während des Zweiten Weltkriegs wurde das Geschäftshaus bei den Luftangriffen auf Hannover zerstört und nach dem Krieg wieder aufgebaut. Das Unternehmen Wormland galt als „Avantgardist der Herrenmode“, das mit modischem Chic in Hannover Maßstäbe als Herrenausstatter setzte. 1953 und 1969 eröffnete Theo Wormland weitere Filialen in Köln und München. Mit wöchentlich wechselnden Schaufensterdekorationen sowie der Lichtkunst-Fassade des Kölner Geschäftes erlangte er Aufmerksamkeit in der Branche. Nach dem Tode des Gründers im Jahr 1983 gingen das Unternehmen sowie seine private Kunstsammlung in die Theo-Wormland-Stiftung über. 1990 brannte das Geschäft in Köln aus und wurde 1991 wieder eröffnet. Bis heute ist der Filialist ein Herrenausstatter geblieben und wurde seit dem Jahr 2000 von Oliver Beuthien geführt. 2015 wurde Wormland vollständig von Ludwig Beck (München) übernommen. Anfang 2016 verließ Beuthien Wormland und wechselte zum Mannheimer Bekleidungsunternehmen Engelhorn. Im April 2019 trat die Ludwig Beck AG Wormland in einem Management-Buy-out an eine Gesellschaft aus Führungskräften ab. Beck übertrug die Anteile lastenfrei und zahlte noch 7,5 Mio. EUR zu, die Käufer verpflichteten sich, 500.000 EUR als Gesellschafter-Einlage bereitzustellen.
Am 12. Januar 2024 beantragte Wormland ein Schutzschirmverfahren, das im Sommer 2024 abgeschlossen sein soll. Der Verkauf in zwölf Filialen lief weiter. Als Grund für die Schwierigkeiten wurden gestiegene Kosten für Miete, Energie, Personal und Logistik genannt. Ende Juni wurden drei Wormland-Filialen in Bremen, Frankfurt und Nürnberg geschlossen. Im Juli  wurde ein Sanierungsplan rechtskräftig, der vorsieht, dass Lengermann und Trieschmann die verbliebenen neun Filialen übernimmt.

## Geschäftskonzept
Die Unternehmensgruppe bietet Konzepte für zwei Zielgruppen an. Dabei umfasst WORMLAND Men’s Fashion Mode für Männer, deren Filialen sich in Berlin, Dortmund, Hamburg, Hannover, München und Oberhausen befinden. Die Filialen zeichnen sich durch Innenstadtlage, eine Mindestgröße von 1000 m² und großzügige Fensterfronten aus.
Der Bereich THEO richtet sich an jüngere Kunden und ist auch der Name einer Eigenmarke des Unternehmens. Theo-Filialen sind flächenmäßig kleiner und weisen zwischen 300 und 500 m² auf. Sie befinden sich in Bochum, Bremen und Hannover. Früher waren auch welche in Ludwigshafen und in Oldenburg.

## Kultur
Das Unternehmen Wormland unterstützt, wie auch die Theo Wormland-Stiftung, zeitgenössische Künstler, unter anderem im Musikbereich. Dabei produziert das Label „Wormland-Music“ House-Compilations in den Sparten „Black“ für Elektro- und Progressive-House, „White“ als Artist-Label für kreativen Spielraum und „Gold“ für House-Musik. Labelmanager von Wormland-Music ist der DJ und Modedesigner Francesco Diaz.